# VSM Vereinigte Schmirgel- und Maschinen-Fabriken
Die VSM · Vereinigte Schmirgel- und Maschinen-Fabriken AG ist ein international etablierter Hersteller von flexiblen Schleifmitteln auf Unterlage mit Sitz in Hannover-Hainholz. VSM entwickelt und produziert Schleifmittel für Schleifoperationen an Metall-, Holz- und anderen Werkstoffen. Dabei kommen mehr als 1.400 verschiedene Schleifprodukte zum Einsatz. Der Fokus liegt dabei auf individueller Kundenberatung und anwendungsorientierter Optimierung von Schleifprozessen.

## Unternehmen

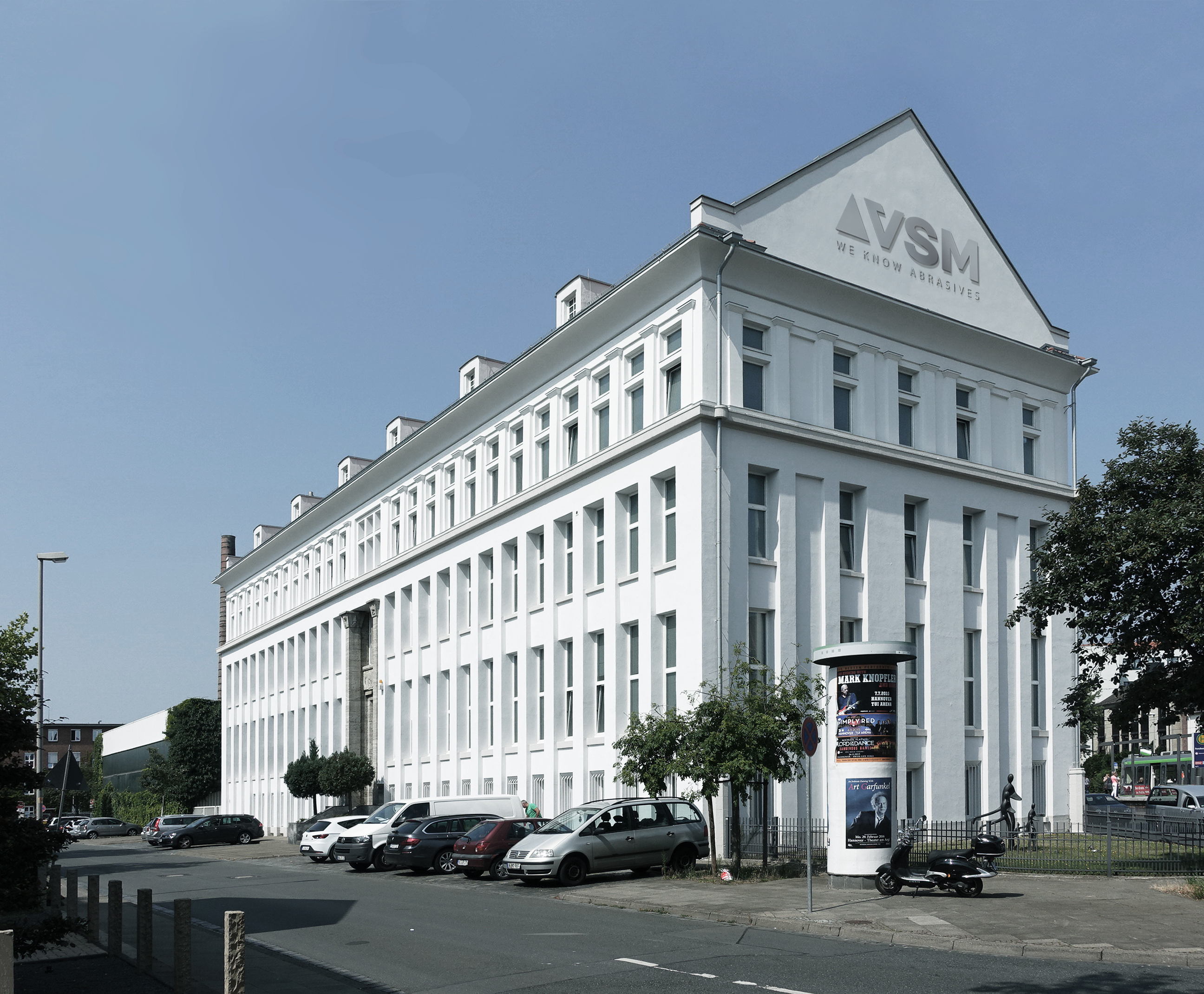
Das – denkmalgeschützte – Verwaltungsgebäude an der Siegmundstraße Ecke Schulenburger Landstraße in Hannover-Hainholz

Die VSM AG exportiert in ca. 70 Länder der Welt. Zum VSM-Konzern gehören acht Tochtergesellschaften mit 100 % Anteilsbesitz (USA, Kanada, England, Ungarn, Spanien, Frankreich, Kolumbien) sowie Beteiligungen an vier Gesellschaften in Polen, Schweden, der Türkei und der Schweiz. Außerdem betreibt das Unternehmen Vertriebsrepräsentanzen in China, Thailand und Russland. Die ca. 60 Exportpartner sind auf allen Kontinenten mit Schwerpunkt in Europa und Südostasien vertreten.
Mehrheitsgesellschafter sind die Starcke GmbH & Co. KG in Melle. und die August Rüggeberg GmbH & Co. KG in Marienheide.

## Geschichte

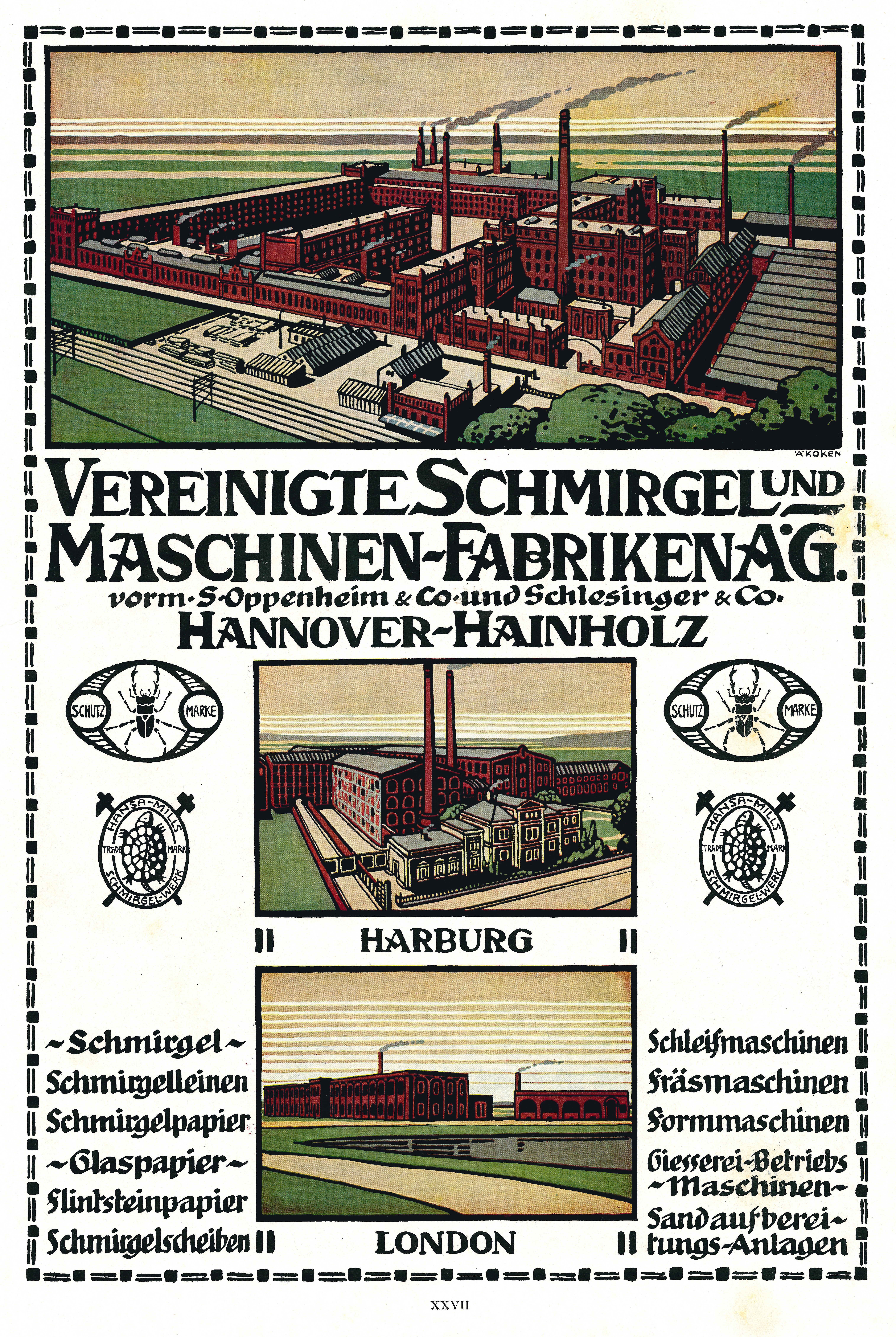
Expressionistisch anmutende Vogelschau-Darstellungen der Fabriken in Hannover-Hainholz mit den Eisenbahngleisen am (heutigen) Bahnhof Hannover-Nordstadt, in Harburg und London, die Schutzmarken mit dem Hirschkäfer und der Schildkröte vom Hansa-Mills Schmirgel-Werk und eine Auflistung der Produkte;
Werbeanzeige mit Künstlersignatur von Änne Koken in der Illustrirten Zeitung vom 20. April 1911

Das Unternehmen wurde Mitte des 19. Jahrhunderts von Siegmund Oppenheim und Siegmund Seeligmann gegründet und ist einer der ältesten europäischen Schleifmittelhersteller. Es produzierte damals noch in Handarbeit Glaspapier in einer Scheune in Hannover-Hainholz. Die Eintragung ins Handelsregister erfolgte 1864. Gegen Ende des 19. Jahrhunderts begann das Unternehmen zusätzlich zu der Produktion von Schleifmitteln mit dem Aufbau einer Maschinenfabrik. Zunächst wurden Schleifmaschinen zur Verwendung von Schleifscheiben konstruiert, später kamen Form- und Gießereimaschinen hinzu. 1898 fusionierte S. Oppenheim & Co. in Hainholz mit Schlesinger & Co. in Harburg und der britischen Zweigwerk zur Vereinigte Schmirgel- und Maschinen-Fabriken AG.
Während des Ersten Weltkriegs wurde das Zweigwerk in London enteignet. Infolge der 1929 einsetzenden Weltwirtschaftskrise wurden 1930 die Maschinenfabrikation und 1931 das Werk in Harburg stillgelegt. Das Unternehmen spezialisierte sich auf Schleifmittel auf flexibler Unterlage mit Hannover-Hainholz als Hauptproduktionsstandort.
Obwohl ein Großteil der Produktionsanlagen in Hannover gegen Ende des Zweiten Weltkriegs zerstört wurden, konnten sie mit eigenen Mitteln aus Gewinnrücklagen wieder aufgebaut und bereits im Oktober 1945 konnte die erste Produktionsanlage wieder in Betrieb genommen werden.
In den folgenden Jahren vergrößerte sich das Unternehmen durch die Gründung mehrerer Tochtergesellschaften, angefangen 1955 mit der VSM Abrasives Ltd. in Großbritannien und durch Joint Ventures. Die Gebäude wurden z. B. um Laboratorien, Versuchsanlagen, Lagerhallen, Produktionsstraßen erweitert und ein eigenes schleiftechnisches Schulungszentrum eingerichtet. In den folgenden zehn Jahren investierte die VSM unter anderem in eine neue Kornherstellung sowie den weiteren Ausbau des Unternehmens. Dazu wurde auch ein modernes Trainingscenter zur Weiterbildung von Mitarbeitern und Kunden eröffnet.

## Produkte
Die Produkte der VSM AG sind in zwei Seriengruppen unterteilt. Die High-Tech-Serien sind selbstschärfend und umfassen Schleifmittel aus Keramikkorn, Compactkorn und Zirkonkorund. VSM ist einer von drei Herstellern weltweit, der in der Lage ist, Keramikkorn selbst herzustellen, Markenname VSM CERAMICS und VSM CERAMICS Plus. Die High-Quality-Serien umfassen Schleifmittel aus Aluminiumoxid, Siliziumkarbid und Vlies.
Am Ende der Grundproduktion entstehen die Schleifmittel in Form von zu Rollen gewickelten Schleifbahnen. Diese werden zu Schleifbändern, Schleifscheiben sowie Rollen- und Blattware konfektioniert. Diese Produkte kommen dann in einer Vielzahl von industriellen Anwendungen zum Einsatz, z. B. bei der Oberflächenbearbeitung von Biege-, Stanz- und Blechteilen, Turbinenschaufeln, Sanitärarmaturen, Werkzeugen, Rohren, Blechen und Behältern, im allgemeinen Maschinenbau, in der Medizintechnik, in der Automobilindustrie sowie in der industriellen Holz- und Glasbearbeitung. Bearbeitet werden unlegierte Stähle, Edelstähle, hochlegierte, warmfeste Stähle, Titan-, Aluminium- und Messinglegierungen, Holz und holzähnliche Werkstoffe wie MDF und HDF.

## Schriften (Auswahl)
- Vereinigte Schmirgel- und Maschinen-Fabriken Aktien-Gesellschaft, (vorm. S. Oppenheim & Co. und Schlesinger & Co.), Hannover-Hainholz, Berlin: Eckstein’s Biographischer Verlag, 1899 [3 Blatt mit einer Tafel]
- Formsand-Aufbereitungsmaschinen / Vereinigte Schmirgel- und Maschinen-Fabriken A.G., Hannover-Hainholz, Ausgabe G 1, Vereinigte Schmirgel- und Maschinen-Fabriken Actiengesellschaft, Hannover-Hainholz, 1910 [57 S. mit zahlreichen Illustrationen und graphischen Darstellungen]
- H. Friedrichs (Mitarb.): Vereinigte Schmirgel- und Maschinen-Fabriken Actiengesellschaft, vormals S. Oppenheim & Co. und Schlesinger & Co., Hannover. 1864 - 1914. Aus Anlaß des 50jährigen Bestehens der Werke Hannover-Hainholz und Harburg a/E., Berlin: Preuss, 1914
- Franz Maria Feldhaus: Die Geschichte der Schleifmittel / von Franz M. Feldhaus. Mit einem Anhang von H. Friederichs. Vereinigte Schmirgel- und Maschinen-Fabriken Aktien-Gesellschaft, vormals S. Oppenheim & Co. und Schlesinger & Co., Hannover-Hainholz: Vereinigte Schmirgel- und Maschinen-Fabriken, 1919
- 100 Jahre Schleifmittel aus Hannover-Hainholz. 1864 - 1964. Vereinigte Schmirgel- und Maschinen-Fabriken, Hannover: Vereinigte Schmirgel- und Maschinen-Fabriken, Hannover-Hainholz [o. D., 1964]